# (264131) Bornim
(264131) Bornim est un astéroïde de la ceinture principale.

## Description
(264131) Bornim est un astéroïde de la ceinture principale. Il fut découvert le 19 octobre 2009 à Inastars par Bernd Thinius. Il présente une orbite caractérisée par un demi-grand axe de 2,36 UA, une excentricité de 0,18 et une inclinaison de 6,2° par rapport à l'écliptique.

## Compléments